# 萨穆埃莱·帕皮

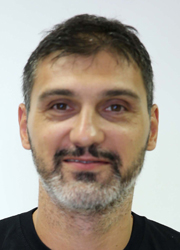
萨穆埃莱·帕皮

萨穆埃莱·帕皮（義大利語：Samuele Papi，1973年5月20日—），意大利男子排球运动员。他曾代表意大利国家队参加1996年、2000年、2004年和2012年夏季奥林匹克运动会排球比赛，共收获两枚银牌和两枚铜牌。